# Epinephelus andersoni
Cá mú chấm nâu (tiếng Anh: Brown-spotted Rockcod, Epinephelus andersoni) là một loài cá thuộc họ Serranidae. Nó được tìm thấy ở Mozambique và Nam Phi. Các môi trường sống tự nhiên của chúng là biển nông, rạn san hô và vùng nước cửa sông.